# Polyommatus lucetta
Polyommatus lucetta är en fjärilsart som beskrevs av Culot 1909. Polyommatus lucetta ingår i släktet Polyommatus och familjen juvelvingar. Inga underarter finns listade i Catalogue of Life.